# Josef Kotin
Josef Yakovlevich Kotin (russo: Жозеф Яковлевич Котин; 10 de março de 1908, Pavlograd, Império Russo, agora Ucrânia - 21 de outubro de 1979, Moscou) foi um engenheiro de projeto de blindagem soviético, chefe de todos os três gabinetes de projeto de blindagem de Leningrado (1937-39), chefe de design do Narkomat para indústria de tanques (1939-1941), vice-Narkom para a indústria de tanques da União Soviética (1941-1943). Diretor do Instituto de Pesquisas VNII-100 em Kirov Plant, vice-ministro da Indústria da Defesa da União Soviética, 1968-1972. Ele é mais conhecido por liderar o projeto de alguns dos tanques Kliment Voroshilov, a família de tanques IS, o tanque T-10, o obus pesado autopropulsado SU-152, o trator Kirovets K-700 e muitos outros veículos blindados e maquinário pesado.
Josef Kotin recebeu o título de Herói do Trabalho Socialista (1941), ele foi quatro vezes vencedor do Prêmio Stalin (1941,1943,1946,1948). Foi casado com Nataliya Poklonova, que era engenheira do RKKA UMM (escritório do exército soviético de motorização e mecanização)